# Pseudosphex polistes
Pseudosphex polistes är en fjärilsart som beskrevs av Jacob Hübner 1827. Pseudosphex polistes ingår i släktet Pseudosphex och familjen björnspinnare. Inga underarter finns listade.